# Keerthi Reddy
Keerthi Reddy, née le 17 novembre 1978 à Hyderabad, Telangana en Inde, est une actrice indienne, reconnue pour son travail dans les industries cinématographiques de Tollywood. Elle a joué dans des films en hindi, tamoul, télougou et kannada.

## Biographie
Keerthi Reddy est née le 17 novembre 1978, à Hyderabad, en Inde. L'aînée des deux filles d'un riche homme d'affaires de Bangalore, Sunil Reddy et de sa femme, créatrice de mode, Ahalya, Kirti a grandi dans une immense maison à Koramangala. Son grand-père, Keshpally Ganga Reddy, est un ancien député de Nizamabad à Telangana.
L’actrice a passé son enfance à Bangalore, où elle allait à The Valley School de Jiddu Krishnamurti près de Kanakapura. Elle apprenait le bharata natyam pendant huit ans et a brièvement fréquenté St Joseph Public School à Hyderabad. Keerthi a obtenu son diplôme de l'université Ryerson à Toronto, au Canada.

## Carrière
Keerthi Reddy a débuté au cinéma en 1996 dans la comédie-thriller Gunshot, réalisée par S. V. Krishna Reddy, où elle a joué avec l'acteur indien Ali.
En 1998, Keerthi joue le rôle principal aux côtés de Pawan Kalyan dans le film romantique Tholi Prema, qui est devenu blockbuster. Cependant, les deux films suivants - tamoul Ninaivirukkum Varai avec Prabhu Deva Sundaram et télougou Ravoyi Chandamama avec Akkineni Nagarjuna ont échoué au box-office.
Son début à Bollywood était en 2000 dans le film Tera Jadoo Chal Gayaa, où elle a joué avec Abhishek Bachchan,.
En 2001, Reedy a joué avec le débutant Arjun Rampal dans le film Pyaar Ishq Aur Mohabbat, où elle incarnait le rôle d'une fille qui voulait rendre la chirurgie cardiaque accessible aux pauvres, et qui était poursuivie par trois hommes amoureux d'elle (Sunil Shetty, Arjun Ramphal et Aftab Shivdasani),.
En 2002, Keerthi joue dans la comédie Badhaai Ho Badhaai aux côtés de l'acteur et producteur de ce film Anil Kapoor. Après cela, elle a cessé de jouer dans des films en hindi. La meme annee, elle a joué dans Super Star, son seul film en langue kannada.
Son seul prix pour le moment - Telugu Filmfare Best Supporting Actress Award, Keerthi Reddy a reçu pour son rôle dans le film télougou Arjun, où elle a joué aux côtés de Mahesh Babu en 2004.

## Vie privée
En 2004 Keerthi s'est mariée avec Sumanth, l’acteur et membre de la célèbre famille Akkineni, qui fait partie des Dynasties de Bollywood. Ils ont divorcé deux ans après, en 2006. 
En 2014, elle a épousé le Dr Karthik N, et ils se sont installés aux États-Unis. Le couple a un fils,.

## Filmographie
| Année | Film                    | Rôle             | Directeur                   | Langue  | Notes                                               | Réf.   |
| ----- | ----------------------- | ---------------- | --------------------------- | ------- | --------------------------------------------------- | ------ |
| 1996  | Gunshot                 |                  | S. V. Krishna Reddy         | Telugu  |                                                     |        |
| 1997  | Devathai                | Kayal            | Nassar                      | Tamil   |                                                     |        |
| 1997  | Nandhini                | Raji             | Manobala                    | Tamil   |                                                     |        |
| 1998  | Jolly                   | Chellamma        | Dilipkumar                  | Tamil   |                                                     |        |
| 1998  | Iniyavale               | Manju            | Seeman                      | Tamil   |                                                     |        |
| 1998  | Tholi Prema             | Anu              | A. Karunakaran              | Telugu  |                                                     | [ 15 ] |
| 1999  | Ninaivirukkum Varai     | Sandhya          | K. Subash                   | Tamil   |                                                     |        |
| 1999  | Preminche Manasu        |                  | Adi Narayana                | Telugu  |                                                     |        |
| 1999  | Ravoyi Chandamama       | Rukmini          | Jayanth C. Paranjee         | Telugu  |                                                     | [ 16 ] |
| 2000  | Tera Jadoo Chal Gayaa   | Pooja            | A. Muthu                    | Hindi   |                                                     | [ 17 ] |
| 2001  | Pyaar Ishq Aur Mohabbat | Isha Nair        | Rajiv Rai                   | Hindi   |                                                     | [ 11 ] |
| 2002  | Badhaai Ho Badhaai      | Florence D'Souza | Satish Kaushik              | Hindi   |                                                     | [ 18 ] |
| 2002  | Super Star              | Devyani          | Nagathihalli Chandrashekhar | Kannada |                                                     |        |
| 2004  | Arjun                   | Meenakshi        | Gunasekhar                  | Telugu  | Filmfare Award for Best Supporting Actress – Telugu | [ 19 ] |